# Кисак (округ Кошиці-околиця)
Кисак, Кісак (словац. Kysak) — село в окрузі Кошиці-околиця Кошицького краю Словаччини. Площа села 10,92 км². Станом на 31 грудня 2016 року в селі проживало 1457 мешканців.

## Історія
Перші згадки про село датуються 1330 роком.

## Населення
| Рік:            | 1994. | 2004.   | 2014.   | 2024.   |
| --------------- | ----- | ------- | ------- | ------- |
| Кількість осіб: | 1334  | 1395    | 1440    | 1418    |
| Різниця:        |       | +4,57 % | +3,22 % | -1,52 % |

| Рік:            | 2023. | 2024.   |
| --------------- | ----- | ------- |
| Кількість осіб: | 1428  | 1418    |
| Різниця:        |       | -0,70 % |